# Права ЛГБТ в Португалии
Права лесбиянок, геев, бисексуалов и транссексуалов (ЛГБТ) в Португалии существенно улучшились в 2000-х и 2010-х годах и сейчас являются одними из лучших в мире. После длительного периода притеснений во время «Нового государства» португальское общество стало все больше принимать гомосексуальность, которая была декриминализована в 1982 году, через восемь лет после Революции гвоздик. Португалия имеет широкий спектр антидискриминационных законов и является одной из немногих стран в мире, которая содержит запрет на дискриминацию по признаку сексуальной ориентации в своей конституции. 5 июня 2010 года страна стала восьмой в мире, признавшей однополые браки. 1 марта 2011 года был принят закон о гендерной идентичности, который считается одним из самых передовых в мире, чтобы упростить процесс смены пола и имени для трансгендеров. Однополым парам разрешено усыновление с 1 марта 2016 года.
Страна, все еще находящаяся под влиянием римского католицизма, постепенно стала более восприимчивой к однополым отношениям и гомосексуальности. Опрос общественного мнения, проведенный Евробарометром 2019 года, показал, что 74 % населения Португалии поддерживает однополые браки и что около 80 % считают, что лесбиянки, геи и бисексуалы должны пользоваться теми же правами, что и гетеросексуалы. В Лиссабоне и Порту есть ЛГБТ-улицы с несколькими гей-барами, ночными клубами и другими заведениями, а также их ежегодными гей-парадами.

## История

### Римский период
Римляне принесли с собой, наряду с другими элементами своей культуры, свою сексуальную мораль. В римской сексуальности личный статус был определяющим фактором: римским гражданам морально разрешалось заниматься сексом с молодыми рабами, евнухами, проститутками, рабынями или наложницами. Напротив, для уважаемого римского гражданина было неприемлемо заниматься сексом с другим гражданином или позволять любому другому мужчине, независимо от его возраста или статуса, заниматься с ним анальным сексом. Было отмечено различие между активными гомосексуалистами (которые могли заниматься сексом с женщинами и мужчинами) и пассивными, последние считались рабскими и женоподобными, недостойными римского гражданства, ведь члены мужского пола должны быть мужественными. Эта мораль использовалась, например, против Гая Юлия Цезаря, чьи предполагаемые сексуальные контакты в юности с Никомедом IV, царем Вифинии, который был его учителем, пронеслись через уста всего Рима, и на что Цезарь ответил соблазнением женщин его противников: «Мужчина каждой женщины и женщина каждого мужчины».
В целом в Риме доминировала форма сексуальности, очень похожая на ту, которую практиковали греки, с основным отличием от неприятия педерастии как приемлемой формы сексуальных отношений, включая педагогический компонент, между взрослым гражданином и младшими учениками. Лесбиянство было также известно в Древнем Риме, как в его сапфической форме, то есть среди «женских» женщин, которым нравился секс с подростками (разновидность женской педерастии), так и в форме трибадизма, в которой были «мужские» женщины, которым нравились типично мужские занятия, такие как драки, охота, а также секс с другими женщинами.
Марк Валерий Марциал был великим поэтом и литератором, родившимся в Иберии (он родился и вырос в Бильбилисе, недалеко от современного Калатаюда), но большую часть своей жизни он прожил в Риме. Поэзия Марциала была богата эпиграммами, в которых он описал от первого лица вымышленное анальное и вагинальное проникновение, а также фелляцию как с мужчинами, так и с женщинами. Другой пример — Адриан, один из римских императоров (с 117 г н. э. до 138 г. н. э.), родившихся в Испании, точнее, в Италике (современный Сантипонсе). У него был знаменитый любовник, Антиной.
После трагической гибели Антиноя в Египте император Адриан обожествил его. Культ юноши достиг беспрецедентных для римской истории масштабов: недалеко от места его смерти был основан город Антинополь, его именем назвали новое созвездие, в различных городах империи в его честь были учреждены праздники и игры, возводились посвященные ему храмы и алтари, чеканились монеты с его портретами, создавались многочисленные скульптуры

#### Приход христианства в Римскую империю
Римская мораль изменилась уже в четвертом веке, когда Аммиан Марцеллин резко критиковал сексуальные обычаи таифалов, варварского племени, жившего между Карпатами и Чёрным морем, в которые входила педерастия в греческом понимании. В 342 году императоры Константин II и Констанций II ввели закон, карающий пассивный гомосексуализм кастрацией. Эти законы были расширены в 390 году Феодосием I, который ввел сожжение на костре всех пассивных гомосексуалистов, которые занимались проституцией в публичных домах. В 438 году закон начал распространяться на всех пассивных гомосексуалистов, а в 533 году император Юстиниан расширил действие законов на все гомосексуальные акты.
Это изменение отношения можно объяснить тремя основными причинами. Прокопий Кесарийский, историк двора Юстиниана, считал, что законы были политически мотивированными, поскольку они позволяли Юстиниану устранять политических врагов и присвоить их собственность, хотя они не были очень эффективны в снижении гомосексуализма среди простых людей. Вторая причина и, вероятно, самая важная — это распространение христианства в римском обществе, которое все больше принимает христианскую парадигму, согласно которой секс должен использоваться исключительно для продолжения рода. Колин Спенсер в своей книге «Гомосексуализм. История» показывает возможность того, что определенное чувство самозащиты римского общества после эпидемии (такой как, например, чума) увеличило репродуктивное давление на людей. Это явление связано с распространением стоицизма в Империи.
До 313 года в христианстве не было широко распространенной доктрины о гомосексуализме, хотя Сан-Паулу уже критиковал гомосексуализм как против натуры: «Таким же образом мужчины, оставив естественное использование женщин, были подожжены в их похоти друг с другом, совершая гнусные поступки между собой, получая в себе награду, соответствующую их потере».
Постепенно отцы церкви создавали литературную группу, в которой гомосексуализм и секс в целом осуждался, энергично борясь с общепринятой практикой в обществе того времени, включая практику примитивной церкви. С другой стороны, гомосексуализм с раннего возраста считался ересью не только из-за связи с языческими обычаями, но и потому, что ритуалы некоторых гностических сект или манихейства включали, согласно святому Августину, гомосексуальные обряды.

### Арабский период
Цивилизация Аль-Андалуса была очень терпимой в отношении сексуальности, за исключением периодов Альморавидов и Альмохадов, в отличие от соседних с ней христианских королевств на Севере. Парадоксально, но Коран запрещает гомосексуализм, даже наказывая за него смертью. Однако мусульманские общества того времени как на Пиренейском полуострове, так и в остальном мусульманском мире не следовали этому правилу. В «Рисала фи-л-фикх», сборнике исламских законов, подготовленном Ибне Аби Зайде, факихом из маликвитской школы, указывается, что человек, который соглашается спать с пожилым человеком, спровоцирует побивание камнями обоих.
У важных правителей, таких как Абд ар-Рахман III, Аль-Хакам II, Хишам II и Альмутамид, были юноши в качестве любовников. Во время царствования Аль-Хакама II, доходило до крайних мер в виде маскировки девушек под мальчиков с целью соблазнения правителя. Подобные обычаи также распространились на дворянство и высшие классы общества.
Чтобы получить представление об окружающей среде того времени, обратите внимание на описание, которое Абдельвахаб Бухдиба делает в своей книге «Сексуальность в исламе» («Сексуальность в исламе»): «На окраине Кордовы было несколько величественных садов, принадлежащих дворцам, и усадьбы, в том числе некоторые из христианских монастырей, где проводились вечеринки, разливалось вино, устраивались театральные представления, пение и танцы. И все это в присутствии проституток и проститутов». Фактически, мужская проституция, как известно, в течение некоторого времени оплачивалась лучше, чем женская.
Есть также тексты, осуждающие гомосексуализм, и Амаде ибне Юсуфе Алтайфакси в своей работе «Нужат-аль-Альбаб» («Радость сердец») говорит, что мужчины, которые ищут других мужчин того же возраста, живут недолго, поскольку они рискуют быть ограбленными или убитыми. Сказки, включенные в «Нужат-аль-Альбаб», можно использовать, чтобы доказать, что отношение исламского общества к гомосексуализму может быть положительным, но также отрицательным или безразличным. Колин Спенсер комментирует, что вполне возможно, что три упомянутых отношения сосуществовали в одном обществе.
Лесбиянство также было обычным явлением, особенно в гаремах, хотя эти отношения сохранялись скрытно, поскольку их можно было использовать в политических интригах. Некоторые привилегированные женщины в Аль-Андалусе имели доступ к образованию; существуют современные антологии стихов, написанных женщинами, в которых любовь между женщинами рассматривается как естественное явление.

#### Андалузская гомоэротическая поэзия
До нас дошло очень мало информации о гомосексуализме в арабский период, большая часть которой возникла из андалузской гомоэротической поэзии, которая была очень популярна в свое время, как и ее ближневосточные аналоги. Эта поэзия была заново открыта на Западе в 1920-х годах, когда было опубликовано исследование Эмилио Гарсиа Гомеса «Poemas arabigoandaluces». Его обычно посвящали молодым безбородым представителям низшего сословия, рабам или христианам, чья красота и грация вдохновляли прекрасные стихи (хотя есть также стихи, посвященные взрослым мужчинам). Молодых людей обычно называют «газелями» или «косулями», и их пух, первые тонкие пряди бороды, часто вызывают восхищение, поскольку их появление ознаменовало собой кульминацию красоты эфебов. Среди поэтов выделяется Абземе своим произведением «O colo da pomba», в котором собраны стихотворения и анекдоты на темы любви, как гетеро-, так и би- или гомосексуальной, автора и его современников. Книга позволяет нам увидеть любящие обычаи двора и дворцов андалузской аристократии. Другими важными поэтами были король Севильи Альмутамид, уроженец Бежи, ибне Гужман, ибне Сара Сантарини, Бен Сал де Севилья и Мари Алькуль.

### Католическая церковь

#### Колонисты
Морские путешествия на дальние расстояния и уменьшение количества женщин на борту стали определяющим фактором в увеличении частоты случаев гомосексуализма на борту кораблей колонистов, несмотря на жесткие репрессии. Рост гомосексуализма в закрытой среде — это известное явление, связанное с изоляцией от представителей противоположного пола, а также присутствует, например, в тюрьмах. Наказание за выявленные или разоблаченные случаи гомосексуализма включало высадку в первом порту, где останавливается корабль, до самых крайних случаях, ведущих к казни «грешника».
Информация, которая дошла до нас, исходит из отчетов священников и капитанов корабля, таких как случай с капитаном корабля «Сфера», направлявшимся в Индию в 1548 году, Д. Жоау Энрикесом, который сообщил королю, что некий Диого Рамирес Кастилец «совершил грех содомии» с двумя слугами знатного пассажира. После жалобы слуг, человек был казнен. В 1620 году в письме короля своему вице-королю в Индии можно прочитать: «Мне сообщили, что на путешествующих кораблях многие мальчики отправляются из этого Королевства, что солдаты вскоре забирают их домой, когда туда прибывают упомянутые корабли, и что некоторые злоупотребляют ими».
На суше, как на побережье Африки, так и в Бразилии, мореплаватели, а позже и колонисты, столкнулись с обычаями и кодексами социальной морали, весьма отличными от тех, к которым они привыкли в своей стране: «Тупинамба, не довольствоваться ходить так воплощенные в естественной похоти, они очень любят гнусные грехи, среди которых нет оскорбления. общественная палатка тем, кто хочет их как публичных женщин» или на побережье Гвинеи, где "багги"-зависимость "была частым явлением, и среди некоторых этнических групп, помимо того, что она практиковалась и была принята в обществе, она даже была обожествлена.
В дополнение к разнообразным привычкам туземцев с открытых земель и сексуальному давлению, вызванному многомесячными изолированными морскими путешествиями, начинает происходить прибытие в Новый Свет изгнанных узников, осужденных за содомию. Страх перед широко распространенными гомосексуальными практиками, когда политическое давление с целью колонизации, которое подразумевало не только создание семьи и создание как можно большего количества детей, но и борьбу за «мужественные» за завоеванные территории. В 1532 году Король издал указ, предоставляющий полномочия капитан-майорам приговаривать к смерти, без необходимости предварительного разрешения Метрополии, только тех, кто виновен в 4 очень серьезных преступлениях: измена и союз с индейцами, ересь , фальшивомонетничество и содомия. Возможность того, что белые «мужские» колонисты стремились к сексуальному комфорту с индейцами или рабами, уменьшая их авторитет и поощряя смелость угнетенных восстать, сделала гомосексуализм еще более подавленным в новых колониях, чем в Португалии.

#### Святая Инквизиция
С 1536 по 1821 год Святая инквизиция, или Трибунал Святой Канцелярии в Португалии, подавляла гомосексуализм, «гнусный гнусный акт» или «гнусный грех». Содомия приравнивалась инквизицией к самым ужасным преступлениям, таким как ересь, и пассивный партнер в отношениях подвергался особому наказанию, что согласуется с определенным «мачизмом», который также преобладал в то время. С другой стороны, половые акты между женщинами считались менее серьезными и даже были декриминализованы в середине 17 века. Всего было сообщено о более чем 4000 человек, около 500 арестованы и 30 сожжены, а несколько сотен были приговорены к публичному параду в знак веры, а затем подвергнуты пыткам или сосланы. Архивы Лиссабонской инквизиции сохранились в большом количестве, и теперь с ними можно ознакомиться в Торре-ду-Томбо, поэтому имеется много информации о гомосексуальных практиках того времени, о том, как они воспринимались обществом, как их оценивали и осуждали инквизицией. Многие из жертв преследований инквизиции за содомию были бедняками, часто молодыми, которые прибегали ко всем уловкам, в том числе к мужской проституции, чтобы выжить. Другие, похоже, совершали гомосексуальные действия только периодически: когда девственность одиноких женщин решительно защищалась, молодые мужчины прибегали к сексу с другими мужчинами, пока не были женаты, оставляя эту практику после брака. Есть ссылки на такие места, как Рибейра-дас-Наус, где мужчины встречались с другими мужчинами, а также упоминается публичное развлекательное шоу, которое сегодня назвали бы шоу трансвеститов, танцем фанхоно. Как писала Изабель Драмонд Брага: «Их идентификации способствовала экстравагантная манера их представления, преувеличенное использование цвета, женственные элементы в одежде, макияже, удаление волос и/или использование длинных волос с челкой и челкой».
Записи инквизиции также включают примеры самых старых любовных писем содомитов своим близким, которые выжили в Португалии, например, подписанные ризником Игрежа Матрис де Силвеш (Португалия) в Алгарве Франсиско Коррейя Нето («Францискинья»), о котором инквизиции донес его викарий, или два письма от 1652 года от отца Антониу Антаса Баррето из Барселуша к его возлюбленному, которую монах обвинил как «fanchono, somitigo (sodomita) и puto agent (активный), спит с молодым человеком, который приказал ему приехать из Гимарайнша известного как монах-рабиста».

### 19 век
Гомосексуализм был впервые легализован Уголовным кодексом 1852 года, но он был повторно криминализован в редакции 1886 года посредством новых статей 70 и 71. Эта криминализация продолжалась в Уголовном кодексе до 1982 года.
Португальский психиатр Антониу Эгас Мониш в своих работах «Сексуальная жизнь и патология» рассматривал гомосексуализм как психическое заболевание и извращение, «достойное лечения, как и любое другое». Гомосексуализм, тогда известный в Португалии как психическое заболевание, остался, и это изменилось только после присоединения Португалии к Европейскому экономическому сообществу в 1986 году.

### Республика
Под руководством Педро Теотониу Перейра Лиссабонская студенческая лига действий, католическое движение, созданное в 1923 году, заставляет губернатора Лиссабона воспринять поэтический сборник «Кансынс» Антониу Ботто «Декаденсия» Юдит Тейшейра и Содома Дивинизада Рауля Лила, авторов. которые писали литературные тексты явно гомосексуального характера и вызвали большие споры в консервативном обществе Лиссабона в то время.
Мануэл Тейшейра Гомиш, седьмой президент Португальской республики, также уйдет в отставку в 1925 году, который, по его словам, посвятит литературе, но на самом деле его обвиняют в том, что он является автором гомоэротических произведений.

### Репрессии во время «Нового государства»
С формированием «Нового государства» произойдет возврат к моральным ценностям христианской религии (первый из трех столпов доктрины режима, который был резюмирован во фразе «Бог, Отечество и Семья»), где сексуальность публично рассматривается только как средство продолжения рода между мужчиной и женщиной. Вокруг сексуальности существовал совершенно другой мир, а именно в определенных закрытых общественных местах, точно так же, как проституция была относительно допустима даже после того, как она была запрещена законом в 1962 году, но было невозможно полностью искоренить эти вопросы.
После реформы Уголовного кодекса в 1954 году в статьях 70 и 71 были предусмотрены некоторые «меры безопасности» для «тех, кто обычно практикует противоестественные пороки», которые считались гомосексуальными. Эти «меры безопасности» варьировались от помещения в приют для уголовников, в рабочем доме или сельскохозяйственной колонии до запрета заниматься профессиональной деятельностью, включая другие виды лишения или ограничения личной свободы (Декрет-закон № 39688 от 5 июня 1954 г.). Преступление «порок против природы» исчезло из Уголовного кодекса Португалии только в 1982 году.
Были гомо и бисексуалы, и беднейшие классы, и средний класс, и буржуазная, и государственная элита, но никто об этом не говорил. В более упрощенном смысле можно сказать, что гомо или бисексуалам разрешалось находиться в собственной комнате только без ведома. «Нoвое государство» также будет подвергать цензуре весь художественный контент, посвященный гомо и бисексуалам, как национальным, так и иностранным, в попытке любой ценой избежать нарушения установленных моральных табу. Полиция общественной безопасности будет внимательно следить за местами, где встречаются или общаются геи и бисексуалы, проводя неожиданные рейды, в результате которых будут опознаны все присутствующие, а в некоторых случаях — арестованы.
Гомосексуалистов, бисексуалов и других лиц, обвиняемых в аморальном поведении или бродяжничестве, таких как проститутки, сутенеры, подверженные «моральному риску», следует «убирать с улиц» и часто госпитализировать на длительные периоды в специальных заведениях «перевоспитания», таких как «Митра», куда с 1933 по 1951 год попали и подвергались жестокому обращению более 12 000 человек, или Casa Pia, где наиболее обездоленные молодые люди не смогли выжить с достоинством. Когда PIDE задерживал гомосексуалистов и бисексуалов, они могли быть «интернированы в уголовный приют», «интернированы в рабочем доме или сельскохозяйственной колонии», они могли пройти «испытательный срок», получить «залог хорошего поведения» и «запретить осуществление профессии».
Это был случай Жулио Фогачи, лидера португальской коммунистической партии, который в то время скрывался, в 1962 году был осужден как «пассивный и привычный педераст, практикующий пороки против природы». Это не первый случай ареста Фогачи — его даже дважды депортировали, — но это был первый случай, когда обвинение в гомосексуализме использовалось для его освобождения. Однако не только режим осуждал и подавлял гомосексуализм. Жулио Фогачи также станет жертвой нетерпимости коммунистической партии, которая исключила его из партии в том же случае на основании его морального поведения.

### Революция гвоздик
С революцией 25 апреля 1974 г. были созданы фундаментальные условия для изменений в социальном, политическом и законодательном мышлении, которые привели бы к декриминализации и принятию гомосексуализма в Португалии. Однако изменения будут происходить очень медленно, поскольку левые партии, которые теоретически более чувствительны к вопросам равенства и гражданских прав, сосредоточили свое внимание и усилия на «борьбе женщин и молодежи».
Сразу после революции появились некоторые движения гомосексуалистов и бисексуалов, такие как MHAR, Гомосексуальное движение революционных действий, основателем которого был Антониу Серседело, который в мае 1974 года выпустил свой Манифест сексуальных свобод, быстро подавленный генералом Гальвао де Мелу, который заявил по телевидению, что 25 апреля не было предназначено для заявлений гомосексуалистов, бисексуалов и проституток, или CHOR, Коллектив революционных гомосексуалистов 1980 года и «Сер (гомо) сексуальные» встречи, организованные ЧПУ в 1982 году. Это были эфемерные и малоэффективные организации.
После появления СПИДа в Португалии в первой половине 1980-х годов начали появляться первые гомо- и бисексуальные общественные деятели, такие как Карлос Кастро, Гильерме де Мело, Мариу Сезарини, Ари душ Сантуш и Антониу Вариасойнш, чья смерть от СПИДа в 1984 году стала трагическим событием, вызвавшим волнения и потрясения на национальном уровне.
Партия социалистов-революционеров, ныне являющаяся частью левого блока, станет первой политической партией в 1991 году, которая официально закрепит существование внутренней организации, специально посвященной борьбе с мужеством, гомофобией, бифобией и дискриминацией, — Рабочей группы гомосексуалистов. Благодаря этому импульсу большого воздействия PSR на средства массовой информации, и с середины 1990-х годов гей-сообщество начало организовываться и приобретать собственный голос с учреждением и консолидацией нескольких ассоциаций, таких как Португальская ассоциация ILGA, Clube Safo, Opus Gay, журнал Korpus, веб-сайт PortugalGay.pt, мероприятия Arraial Pride, Национальный марш гордости ЛГБТ и Лиссабонский фестиваль фильмов о геях и лесбиянках.

## Настоящее время

### Общество
В настоящее время португальское общество становится все более информированным и менее дискриминационным в отношении гомосексуализма, хотя все еще существуют некоторые различия между провинцией и основными городскими районами, и сохраняется дискриминация в отношении бисексуальности. В Лиссабоне, Порту и в туристических городах на побережье Алгарви уже есть гомо- и бисексуальное население с некоторой заметностью и динамизмом; Кроме того, в вышеупомянутых местах есть несколько баров, клубов и мероприятий, посвященных гомо- и бисексуальному населению. Эволюция португальского общества также сопровождалась некоторыми законодательными изменениями. Признание единства браков между гей-парами стало возможным с 2001 года. 22 августа 2017 года Граса Фонсека, государственный секретарь по административной модернизации, публично и политически заявила о своей гомосексуальности в интервью Diário de Notícias, став первым политическим деятелем, публично заявившим о своей гомосексуальности в Португалии.

### Законодательство
В статье 13 Конституции 1975 года, пересмотренной в 2004 году, говорится, что никто не может пользоваться привилегиями, получать выгоду, причинять вред, лишать каких-либо прав или освобождаться от каких-либо обязанностей из-за происхождения, пола, расы, языка, территории происхождения, религии, политического или идеологического убеждения, образования, экономического статуса, социального статуса или сексуальной ориентации.
В Уголовном кодексе 1982 года только гомосексуальность с подростками был признан уголовно наказуемым деянием в статье 207, которая наказывала до 3 лет лишения свободы для тех, кто, будучи старше, заставлял лиц того же пола менее 16 лет совершать действия, противоречащие законам. закон … скромность по отношению к себе или другому человеку того же пола. В последующем пересмотренном Уголовном кодексе гомосексуальность упоминается только в статье 175 преступления гомосексуальных отношений с подростками, которая гласит, что «кто бы ни был старше, совершает соответствующие гомосексуальные действия с детьми в возрасте от 14 до 16 лет или руководит практикуется ли это другими лицами, наказывается лишением свободы на срок до 2 лет или до 240 дней».
Хотя наказание было идентично наказанию, предусмотренному статьей 174, Половые акты с подростками (статья предусматривала, что «кто старше, имеет половые сношения, анальные сношения или оральные сношения с ребенком в возрасте от 14 до 16 лет, злоупотребляя его неопытностью, подлежит наказанию»). с лишением свободы на срок до 2 лет или штрафом до 240 дней "). сфера его действия не ограничивалась актами совокупления, анальным сексом и оральным сексом, поэтому любой другой половой акт между взрослым и несовершеннолетним, такой как поцелуй на рот подлежал бы наказанию, но это было ограничено теми, кто совершил действие, злоупотребляя неопытностью несовершеннолетнего, пункта, которого нет в статье 175, которая, кроме того, также наказывала тех, кто подстрекал к такой практике. Однако после случаев, широко освещавшихся в СМИ, статья 175 была признана неконституционной, что было подтверждено в двух постановлениях Конституционного суда. В результате обвинение на практике и в большинстве случаев упомянуло только статью 174 «Половые акты с подростками», исключив из обсуждения и практического применения компонент дискриминации в отношении сексуальной ориентации.
Действующий Уголовный кодекс от 15 сентября 2007 г. отменил статью 175 и устранил все упоминания о гомосексуализме, напротив и впервые начав прямо наказывать за подстрекательство к дискриминации по признаку сексуальной ориентации, а также предусматривая явное наказание за подстрекательство к дискриминации по признаку сексуальной ориентации. уголовное отягощение преступлений на почве гомо- и бифобии. Новая статья 173 гласит, что любое лицо, которое старше, имеет значительный половой акт с несовершеннолетним в возрасте от 14 до 16 лет или заставляет его заниматься с кем-либо другим, злоупотребляя своей неопытностью, наказывается тюремным заключением на срок до 2 года или со штрафом до 240 суток.

### ЛГБТ-движения
Движения активистов в защиту прав гомосексуалистов и бисексуалов в Португалии сегодня более динамичны и вмешиваются в жизнь общества. Еще многое предстоит сделать, и это некоторые из рабочих моментов, которые необходимо учесть в будущих действиях:
- права транссексуалов;
- дискриминация в доступе к занятости и на рабочем месте;
- практика запугивания ЛГБТ-подростков и молодых людей как в школах, так и в средних школах и университетах
- гомо и бифобное поведение против выражения привязанности парами людей одного пола в общественных местах, на телевидении, в кино, в прессе или в рекламе;
- дискриминация приемных или биологических детей от гомосексуальных, трансгендерных или бисексуальных родителей;
- поддержка подростков и молодых людей без поддержки со стороны семьи, которая позволяет здоровым переживать их сексуальную ориентацию;
- глубокая неграмотность португальского населения по темам, связанным с человеческой сексуальностью, сексуальной ориентацией и сексуальным здоровьем.

## Хронология прав ЛГБТ в Португалии
- 1982 — Португалия отменяет уголовную ответственность за гомосексуальность;
- 1999 — Гомосексуалы и бисексуалы могут открыто служить в Вооруженных Силах[34];
- 2001 — Гражданское сожительство распространяется и на пары людей одного пола (те же права, что и у пар разного пола, за исключением удочерения и усыновления)[35];
- 2003 — Пересмотренный Трудовой кодекс (доступ к работе и занятости, защита от дискриминации на работе и сексуальных домогательств)[36];
- 2004 — Сексуальная ориентация включена в Конституцию Португалии в статью 13 — Принцип равенства[37];
- 2005 — Португальский институт крови официально разрешает сдачу крови гомосексуалам и бисексуалам, однако это решение будет отменено в 2009 году президентом этого института Габриэлем Олимом;
- 2007 — Пересмотренный Уголовный кодекс (возраст согласия становится равным возрасту пар людей противоположного пола, защита от насилия и преступлений на почве ненависти)[37];
- 2009 — Включение вопросов, связанных с сексуальной ориентацией, в Закон о половом воспитании в школах;
- 2010 — Утверждение в парламенте документа, рекомендующего недискриминацию гомосексуалов и бисексуалов при сдаче крови;
- 2010 — Брак распространяется на пары людей одного пола (те же права и обязанности, что и у разнополых пар, за исключением усыновления и удочерения);
- 2015 — Парламент одобряет усыновление/удочерение и гражданское попечение детей однополыми парами.